# Hans Martin Gjedrem
Hans Martin Gjedrem, né le 6 juin 1980 à Valldal, est un biathlète norvégien.

## Biographie
Au début de sa carrière, il prend part à des épreuves de ski de fond, dont les Championnats du monde junior en 1999.
Il obtient son premier et seul podium en Coupe du monde lors de la saison 2006-2007 en se classant troisième du sprint de Lahti. Il gagne un relais à Pyeongchang en 2008.
Il prend sa retraite sportive en 2012.

## Palmarès

### Coupe du monde
- Meilleur classement général : 40e en 2007.
- 1 podium individuel : 1 troisième place.
- 1 podium en relais : 1 victoire.

### Championnats d'Europe
- Médaille d'argent de l'individuel et du relais en 2007.

### IBU Cup
- 7 podiums, dont 5 victoires.

## Palmarès en course en montagne
| no  | masculin      | Course                                        | Longueur | Départ       | Temps           |
| --- | ------------- | --------------------------------------------- | -------- | ------------ | --------------- |
| 1re | Médaille d'or | Montée du Skåla                               | 8,2 km   | 18 août 2003 | 1 h 17 min 46 s |
| 1re | Médaille d'or | Championnats de Norvège de course en montagne | 21 km    | 13 juin 2009 | 1 h 28 min 57 s |